# U23
U23, Under-23, åldersgräns inom friidrott, längdåkning, fotboll, bandy, landsvägscykling och ultimate där deltagare får vara max 23 år.
Inom fotbollen användes U23-landslag främst innan U21-landslag introducerades 1979. Idag finns U23-landslag kvar inom OS-fotbollen där man dessutom får ha med tre så kallade överåriga spelare, spelare utan krav på ålder.
Inom dambandyn möttes Norges och Sveriges U23-tjejer i två landskamper i Oslo 2002. Sverige vann båda matcherna med 17-3 respektive 10-2.
Inom herrbandyn arrangeras årliga världsmästerskap.

### Fotnoter
1. ↑  Erik Jonsson (20 december 2011). ”U23-VM: Tung svensk finalförlust”. Svenska bandyförbudnet. Arkiverad från originalet den 9 april 2013. https://web.archive.org/web/20130409023033/http://iof1.idrottonline.se/SvenskaBandyforbundet/Landslag/U23-landslaget/Sasongen201112/Nyheter201112/U23-VMTungsvenskfinalforlust/. Läst 13 juli 2015.